# Fonticula
Famille
Genre
Espèce
Fonticula alba est une espèce d'eucaryotes du règne des Nucleariae. Elle est l'unique représentante connue du genre Fonticula, et l'unique membre de la division des Fonticulida.
Lors de sa description en 1979, l'espèce a été classés parmi les acrasiomycètes, un groupe d'amibes à pseudoplasmode historiquement rapprochées des champignons. Les études moléculaires ont cependant montré qu'elle était des Nucléarides, le groupe frère du règne des Fungi.